# نیروی جازدن صفر

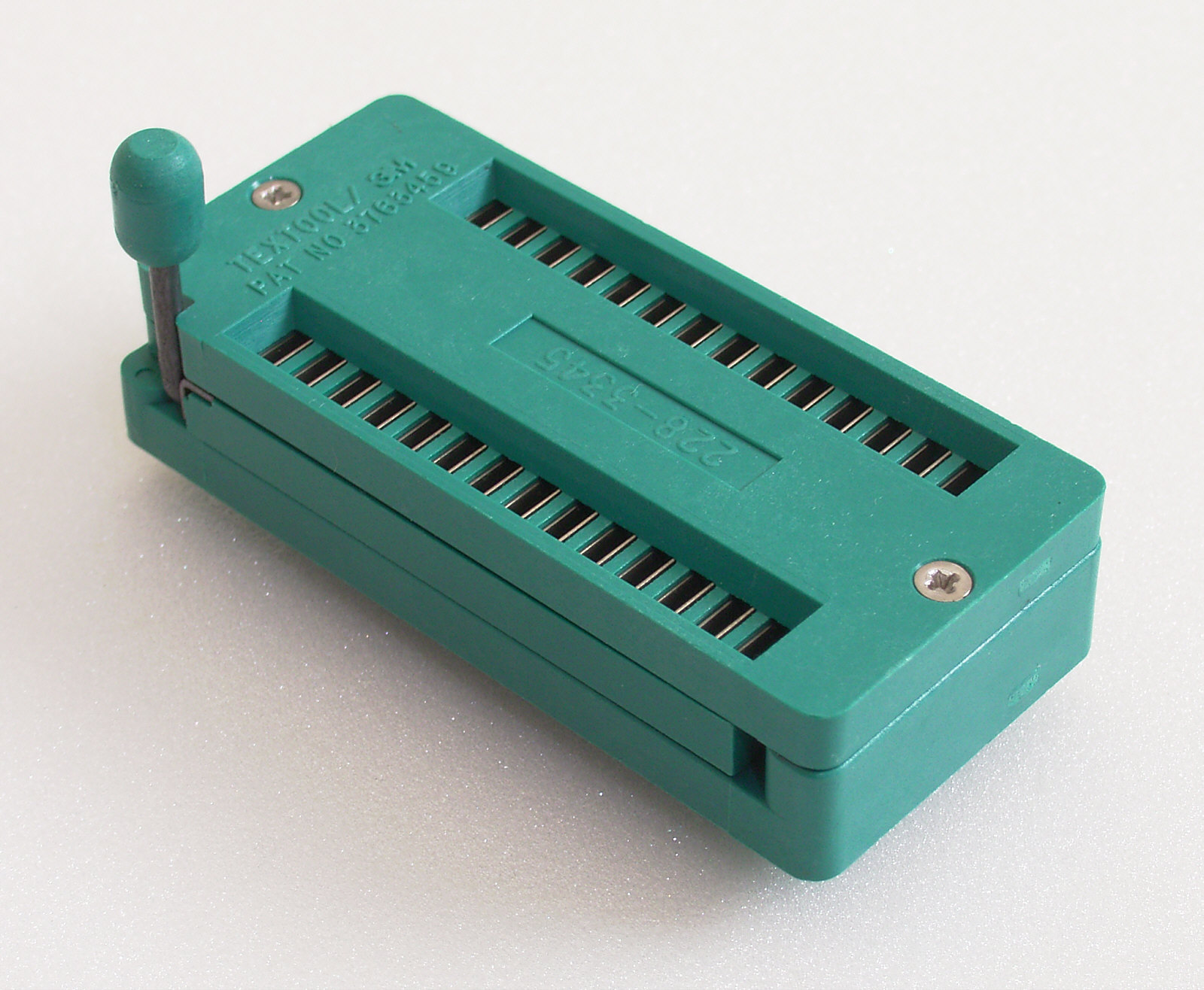
سوکت زیف برای بسته دیپ-28W

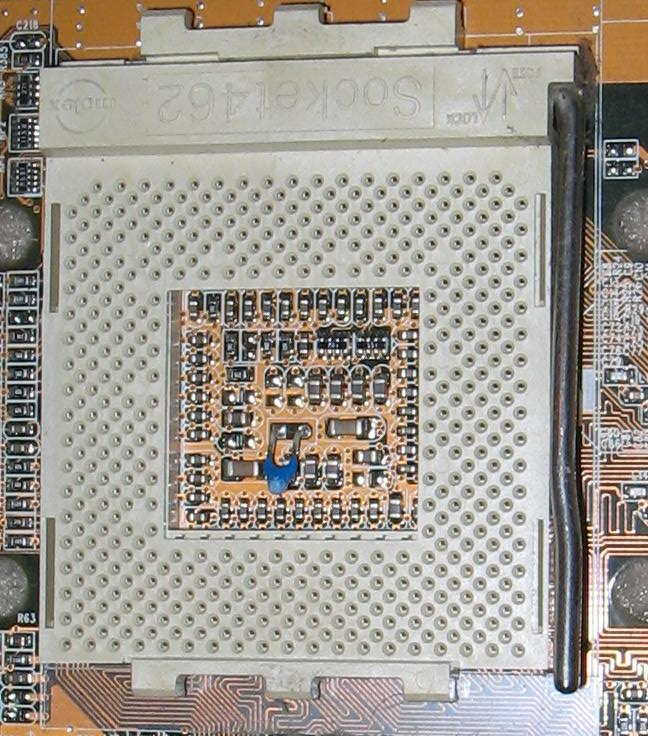
یک سوکت بزرگ زیف (سوکت A)

نیروی جازدن صفر (ZIF) نوعی سوکت آی‌سی یا اتصال‌دهنده الکتریکی است که برای جازدن نیاز به نیروی بسیار کمی دارد. با سوکت زیف، قبل از جازده‌شدن آی‌سی، یک اهرم یا لغزنده در کنار سوکت حرکت داده می‌شود و همه کنتاکت‌های فنر را از هم دور می‌کند تا آی‌سی با نیروی بسیار جازده شود - به‌طور کلی وزن خود آی‌سی کافی است و نیازی به نیروی رو به پایین خارجی نیست. سپس اهرم به عقب حرکت داده می‌شود و به مخاطبین اجازه می‌دهد تا پین‌های آی‌سی را ببندند و بگیرند. سوکت‌های زیف بسیار گرانتر از سوکت‌های استاندارد آی‌سی هستند و همچنین به دلیل فضای اشغال شده توسط سازکار اهرم، تمایل به مساحت بیشتری دارند. به‌طور معمول، آنها فقط زمانی استفاده می‌شوند که دلیل خوبی برای انجام این کار وجود داشته باشد.

## طرح
یک سوکت معمولی مدار مجتمع (آی‌سی) نیاز به فشاردادن آی‌سی به کنتاکت‌های فنری دارد که سپس توسط اصطکاک آن را محکم می‌گیرد. برای آی‌سی با صدها پین، نیروی وارد شدن کل می‌تواند بسیار زیاد باشد (صدها نیوتن)، که منجر به خطر آسیب به قطعه یا برد مدار می‌شود. همچنین، حتی با تعداد پین‌های نسبتاً کوچک، درآوردن هر پین نسبتاً ناخوشایند است و خطر قابل توجهی برای خم شدن پین‌ها را به همراه دارد، به ویژه اگر شخصی که عمل بیرون کشیدن را انجام می‌دهد تمرین چندانی نداشته باشد یا بُرد شلوغ باشد. سوکت‌های نیروی جازدن کم (LIF) مشکلات جازدن و درآوردن را کاهش می‌دهند، اما به دلیل نیروی جازدن کمتری نسبت به سوکت معمولی، احتمالاً اتصالات اطمینان‌پذیر کمتری را ایجاد می‌کنند.
سوکت‌های بزرگ زیف فقط معمولاً روی مادربردهای رایانه نصب می‌شوند و از اواسط دهه ۱۹۹۰ به بعد استفاده می‌شوند. بقیه صنعت الکترونیک تا حد زیادی سوکت‌ها (از هر نوع) را رها کرده‌اند و در عوض به استفاده از اجزای نصب سطحی که مستقیماً روی بُرد لحیم می‌شوند، روی آورده‌اند.
سوکت‌های کوچک‌تر زیف معمولاً در تجهیزات آزمایش و برنامه‌نویسی تراشه استفاده می‌شود، به عنوان مثال، برنامه‌نویسی و آزمایش بر روی ئی‌ئيپ‌رام‌ها، میکروکنترلرها و غیره.

## سوکت‌های تست همه‌کاره

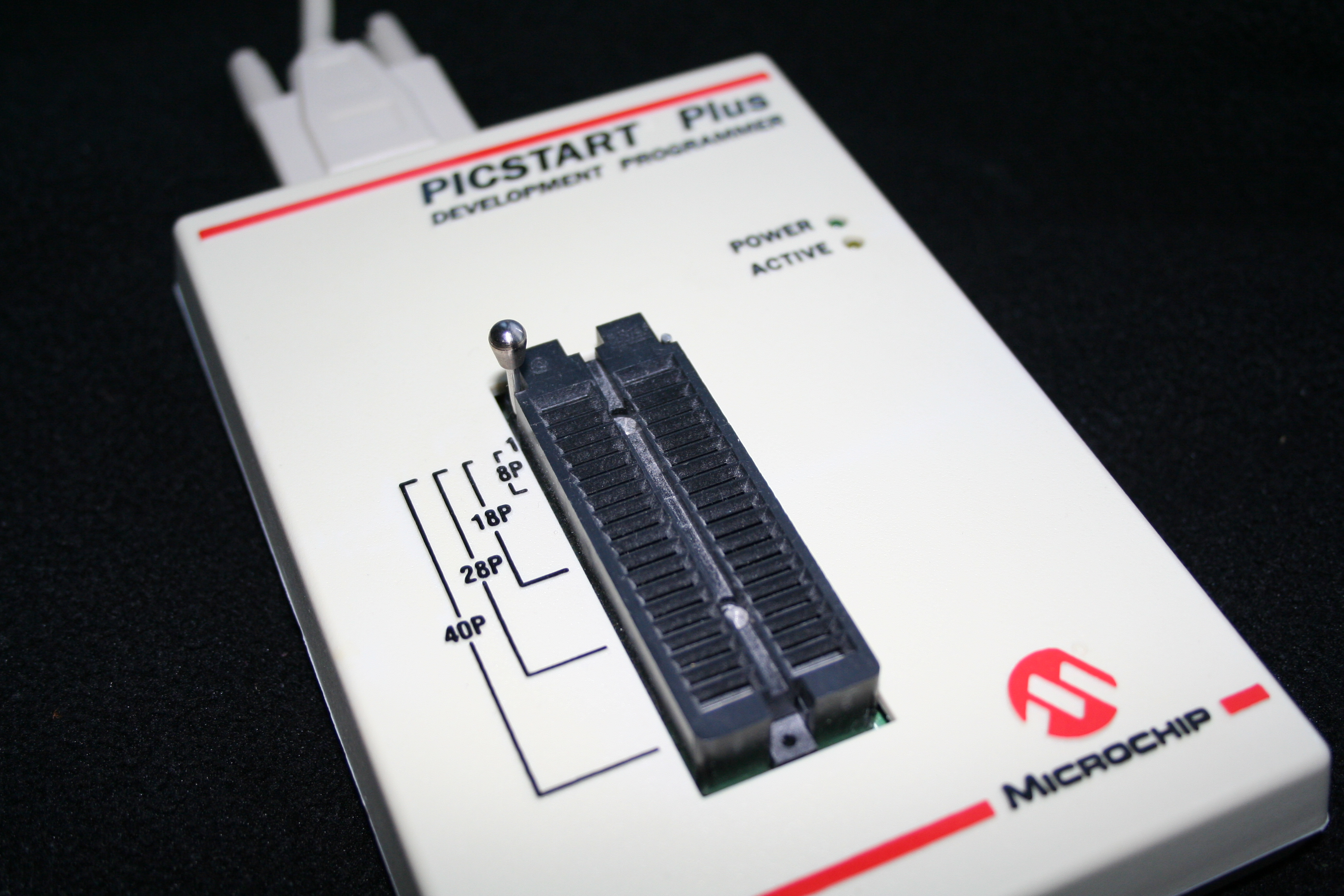
دستگاه برنامه‌نویسی برای میکروکنترلر PIC، با سوکت زیف ردیفی دوطرفه

بسته‌های دیپ استاندارد در مقدار عرض (اندازه‌گیری شده بین مراکز پین) و ۰٫۳ اینچ (۷٫۶۲ میلی‌متر) و ۰٫۶ اینچ (۱۵٫۲۴ میلی‌متر) رایج‌ترین است، وجود دارد. طرحی پروگرمرها و دستگاه‌های مشابه اجازه می‌دهد که از طیف وسیعی از قطعه‌ها پشتیبانی کنند، سوکت‌های تست همه‌کاره تولید می‌شود. این‌ها دارای شکاف‌های گسترده‌ای هستند که پین‌ها در آن می‌افتند و اجازه می‌دهد قطعاتی با عرض‌های مختلف جا شوند.

## سوکت‌های آرایه مشبک توپی
سوکت‌های زیف را می‌توان برای تراشه‌های آرایه مشبک توپی استفاده کرد، به ویژه در هنگام توسعه. این سوکت‌ها معمولاً غیرقابل اعتماد هستند و نمی‌توانند تمام توپی‌های لحیم را بگیرند. نوع دیگری از سوکت BGA، که فاقد نیروی درج است اما به معنای سنتی «زیف سوکت» نیست، با استفاده از پین‌های فنری برای بالا بردن زیر توپی‌ها کار را بهتری انجام می‌دهد.

## اتصال‌دهنده‌های سیم-به-بُرد زیف

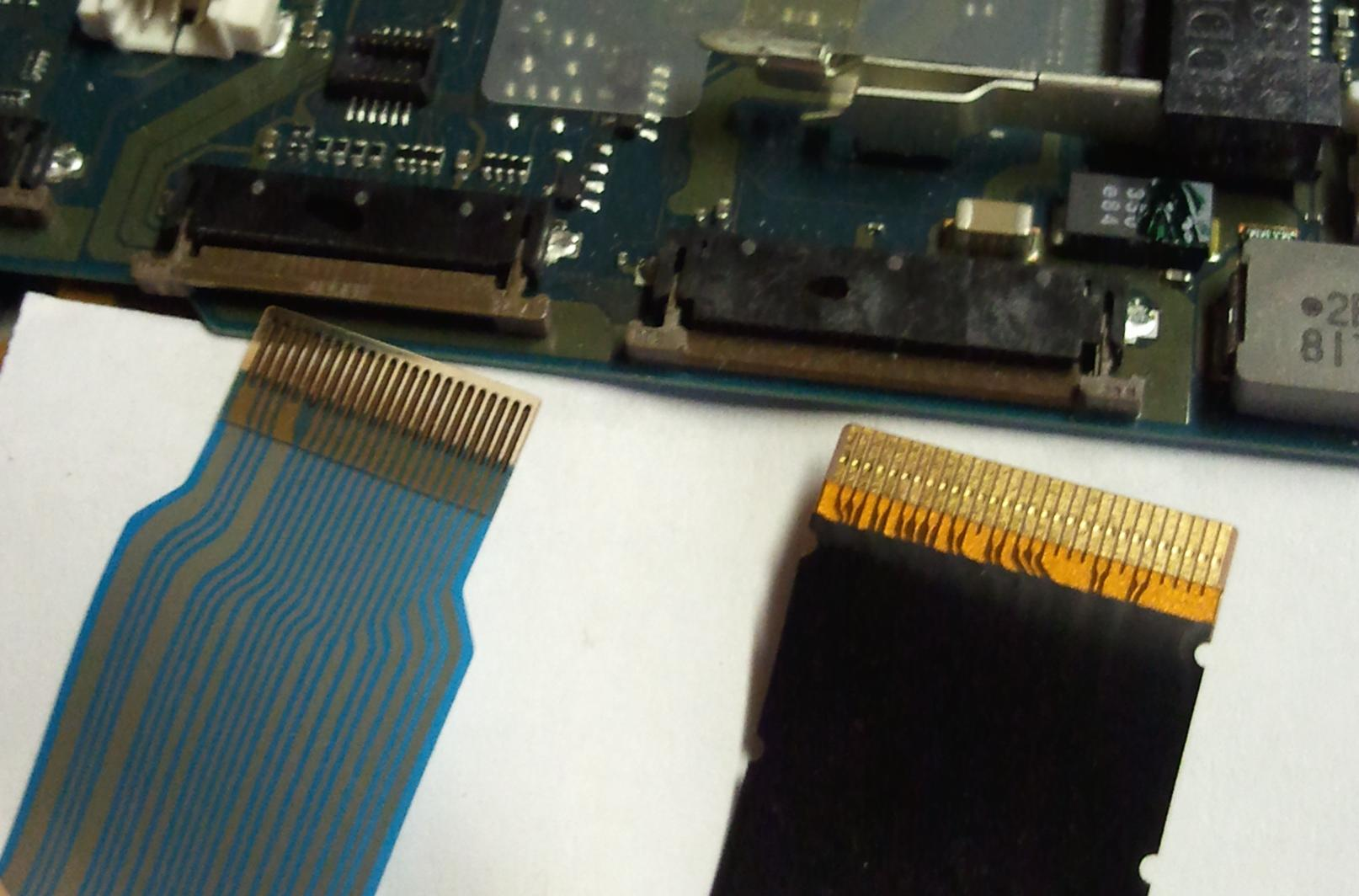
یک جفت اتصال زیف، با کابل تخت انعطاف‌پذیر که به آنها متصل می‌شود.

اتصال‌دهنده‌های سیم-به-برد زیف برای اتصال سیم به برد مدار چاپی در داخل تجهیزات الکترونیکی استفاده می‌شود. یک مثال می‌تواند کابل بین صفحه LCD و مادربرد در لپ تاپ‌ها باشد. سیم‌ها، اغلب به صورت کابل نواری شکل می‌گیرند، از پیش برداشته شده و انتهای لخت آن در داخل کانکتور قرار می‌گیرد. سپس دو قسمت کشویی کانکتور به هم فشار داده می‌شوند و باعث می‌شود سیم‌ها را بگیرد. مهمترین مزیت این سیستم این است که نیازی به نصب نیم نروماده در انتهای سیم ندارد، بنابراین باعث صرفه‌جویی در فضا و هزینه در داخل تجهیزات مینیاتوری می‌شود. به کابل تخت انعطاف‌پذیر مراجعه کنید.

## درایوهای دیسک سخت
اتصال‌دهنده‌های نواری زیف برای اتصال درایوهای دیسک‌های ATA موازی و سریال ATA (بیشتر درایوها با ضریب فرم ۱٫۸ اینچی) استفاده می‌شود. هارد دیسک‌های PATA با اتصال‌دهنده‌های به سبک زیف عمدتاً در طراحی نوت بوک‌های فرا-پرتابل استفاده می‌شدند. آنها بعداً حذف شده‌اند، زیرا ساتا به‌طور پیش فرض دارای یک کانکتور نسبتاً کوچک است. از مینی-ساتا (mSATA) می‌توان در مواردی که حتی ضریب شکل‌های کوچکتر مورد نیاز است، استفاده کرد.